# Тент

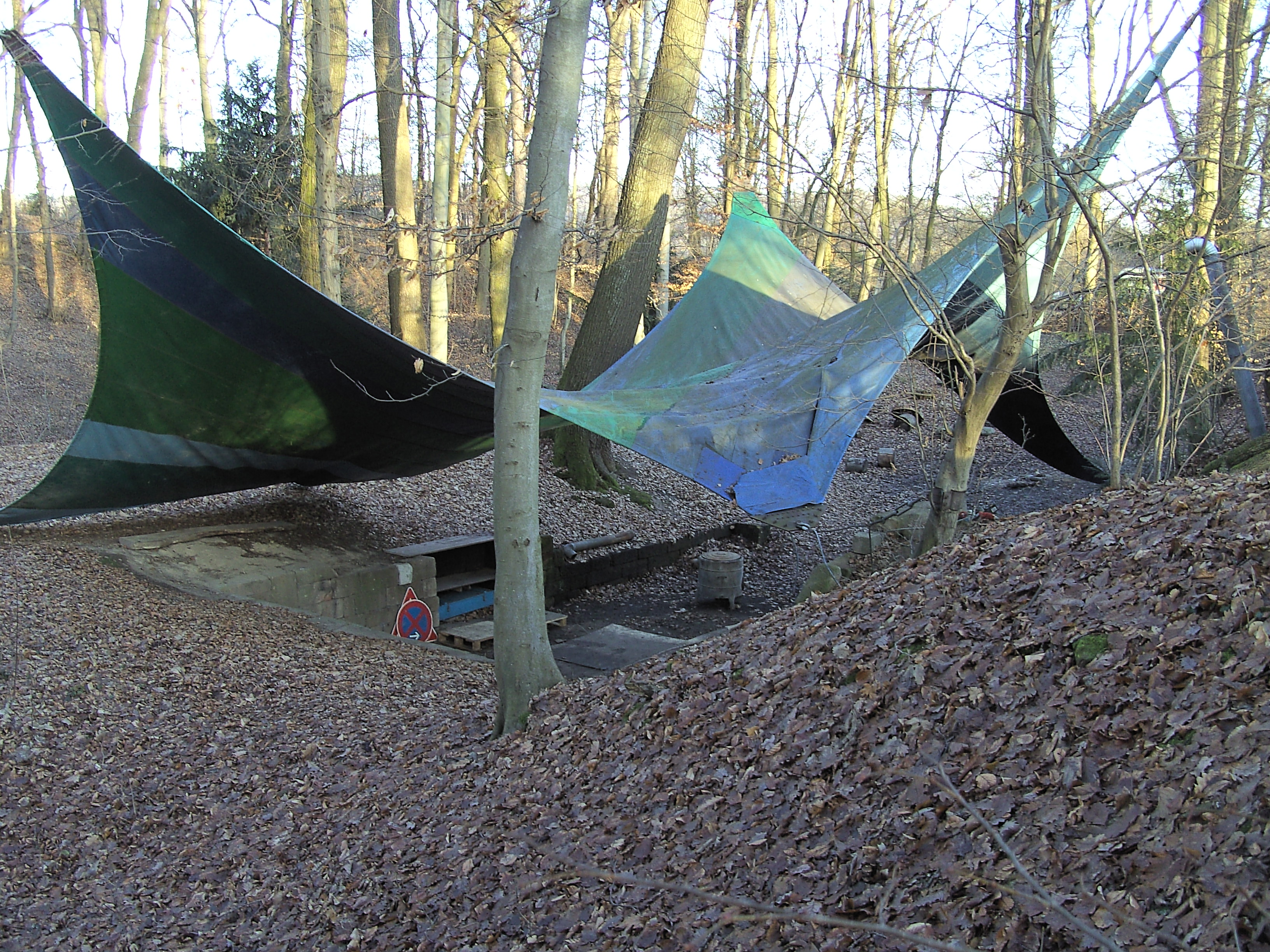
Тент в лесу

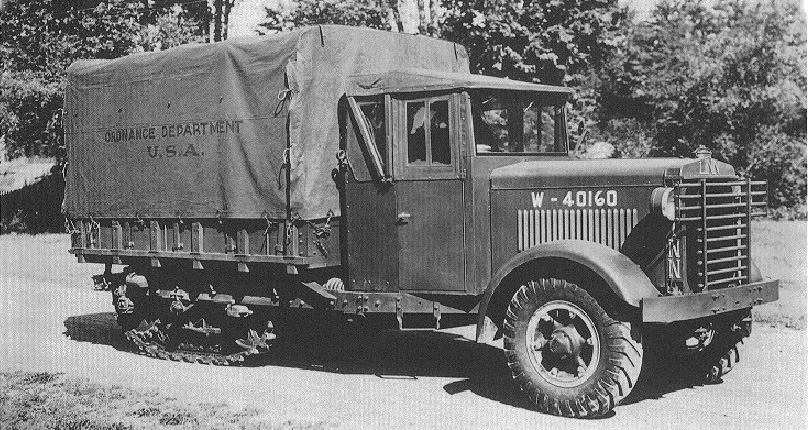
Грузовик с тентом

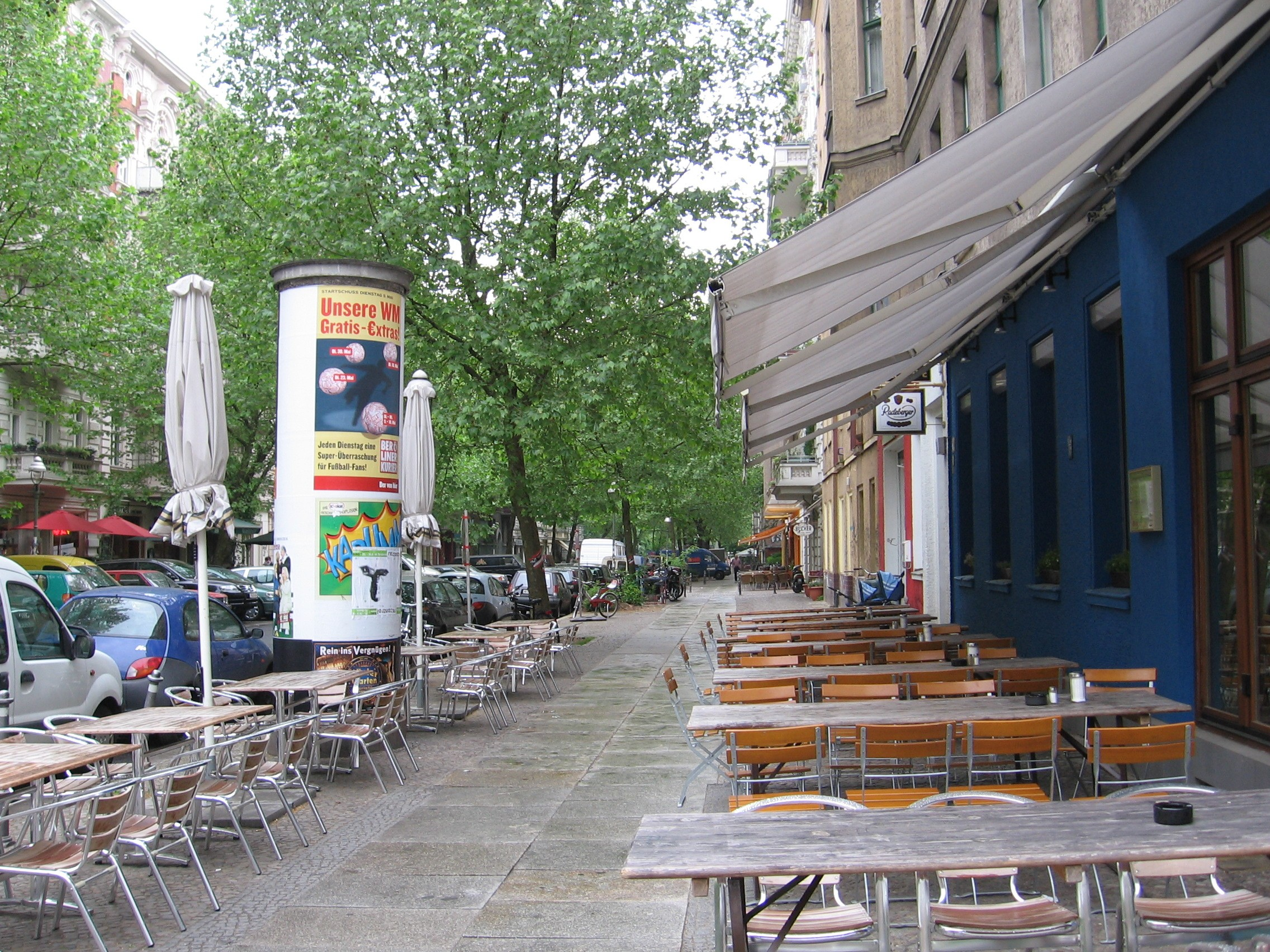
Защита окон тентом от жаркого солнца

Тент (от нидерл. tent) — навес для защиты от солнца или атмосферных осадков. Устраивается как временная крыша, кровля, сочетающая функции крыши и примитивной палатки.

## Конструкция и классификация
Как правило, тент состоит из тканого, синтетического или комбинированного полотнища, натянутого на каркас или привязанного к подручным предметам (например, деревьям, кустам) оттяжками.
Тенты различных конструкций широко используются на автотранспортных средствах, устанавливаются на кузовах грузовых автомобилей, полуприцепов и прицепов к ним, а также на судах.

## Установка
Возможны следующие способы установки тента:
- Натягивание на каркас
- Привязывание к подручным предметам (деревьям, кустам) оттяжками
- Наложение тента поверх натянутого между деревьями троса и крепление краёв тента оттяжками к земле

## Тенты на грузовиках
Современная конструкция тента на грузовиках и полуприцепах, как правило, имеет сдвижные опоры, так как при боковой загрузке они могут помешать. Большинство полуприцепов европейского типа[неизвестный термин] снабжено 4-секторным тентом, где при боковой загрузке сдвигаются 3 из 4 стоек. Для сдвижения стоек предусмотрены специальные ролики.